# Álvaro Núñez
Álvaro Adrián Núñez Moreira (Rivera, 11 de mayo de 1973) es un exjugador uruguayo de fútbol profesional. Jugó de portero. Es el tercer arquero con más minutos sin recibir goles en la historia del fútbol uruguayo.

## Trayectoria
Tras debutar con el CA Fénix, juega en el CA Cerro y en Rentistas. En 1999 ficha por el CD Numancia, club en el que militaría durante 9 temporadas consecutivas, tanto en Primera  como en Segunda División.
En 2008 firma con el Deportivo Guadalajara de la 2ªB española. Tras dos buenas campañas, en el verano de 2010, durante la pretemporada, cae lesionado de gravedad. El club le deja sin ficha y en enero de 2011 ambas partes acuerdan rescindir el contrato.

## Selección nacional
Álvaro Núñez fue internacional con la selección uruguaya. Formó parte del plantel que disputó la Copa América 1999, proclamándose subcampeón del torneo.

## Clubes
| Club           | País    | Año       |
| -------------- | ------- | --------- |
| CA Fénix       | Uruguay | 1993      |
| CA Cerro       | Uruguay | 1994-1995 |
| CA Rentistas   | Uruguay | 1996-1999 |
| CD Numancia    | España  | 1999-2008 |
| CD Guadalajara | España  | 2008-2011 |